# Phocageneus
Phocageneus — вимерлий рід платаністуватих (Platanistoidea). Зразки були знайдені в формації Калверт середнього міоцену в штаті Меріленд і Вірджинія.